# Kanchanaburi

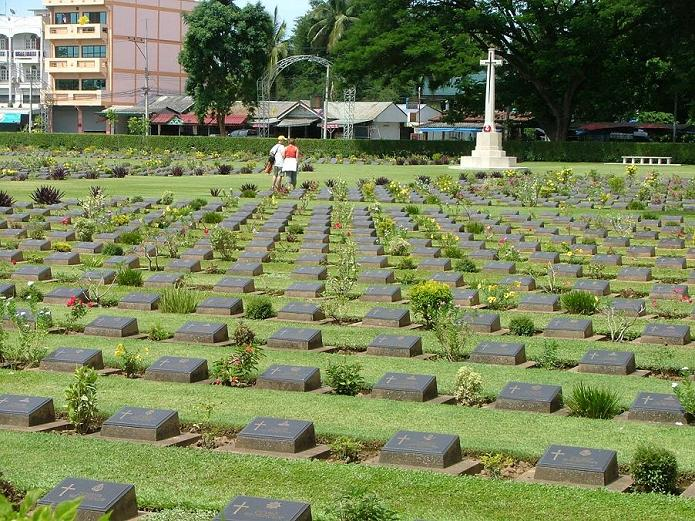
Kanchanaburi - cmentarz jeńców wojennych

Kanchanaburi (tajski: กาญจนบุรี) – miasto w Tajlandii, na Nizinie Menamu. Jest ośrodkiem administracyjnym prowincji Kanchanaburi. Liczy około 66 tys. mieszkańców. W Kanchanaburi rzeki Khwae Noi oraz Khwae Yai łączą się tworząc Maeklong.
W mieście znajduje się Muzeum Kolei Tajsko-Birmańskiej i duży cmentarz zmarłych i zamordowanych jeńców wojennych, a także słynny most na rzece Kwai.
Przez miasto przebiega linia kolejowa z Bangkoku do Nam Tok - fragment dawnej Kolei Śmierci.